# Hexplore
Hexplore es un videojuego de rol de 1998 producido por Infogrames (Atari) y Doki Denki Studio.

## Premisa
Situado en 1000 AD, el jugador explora el mundo como MacBride, el aventurero. Al principio en el juego estás unido a un grupo de tres miembros, un arquero, un guerrero y un hechicero. El jugador tiene que perseguir a Garkham, el mago negro, para liberar a compañeros de los personajes principales que fueron tomados como prisioneros.
El juego continúa la historia desde allí, y los personajes pueden dejar o unirse al equipo (un máximo de cuatro miembros) en misiones subsiguientes. La mayoría de los personajes son opcionales, lo cual significa que el usuario puede o no, reclutarles para búsquedas futuras.
El juego cuenta con más de 200 niveles con resolución de rompecabezas y combates, y permite hasta 4 jugadores en modo multijugador cooperativo.

## Grupo
- McBride: es el único componente indispensable en el equipo, entra dentro de la categoría "aventurero" y esta desde el principio del juego. Poco después se le van sumando el resto de héroes del juego.
- Guerrero: puedes elegir entre un godo, un picto, una vikinga o una cimeria.
- Arquero: puedes elegir entre un árabe, un alemán, una hindú o una india.
- Mago: puedes elegir entre una china, un africano o un europeo.

## Detalles técnicos
El motor del juego utiliza voxels para crear formas 3D y el nivel, siendo entonces relativamente rápido en el momento de su lanzamiento. El mundo del juego está visto desde una perspectiva isométrica, de arriba hacia abajo, y el jugador puede rotar la cámara alrededor del centro de vista.